# Kanton Buxy
Der Kanton Buxy war bis 2015 ein französischer Wahlkreis im Arrondissement Chalon-sur-Saône, im Département Saône-et-Loire und in der Region Burgund. Sein Hauptort war Buxy. Der Vertreter im Generalrat des Départements war zuletzt von 2008 bis 2015 Dominique Lanoiselet (UMP).
Der Kanton Buxy war 246,13 km² groß und hatte (1999) 7.874 Einwohner, was einer Bevölkerungsdichte von 32 Einwohnern pro km² entsprach. Er lag im Mittel 314 Meter über dem Meeresspiegel, zwischen 181 Meter in Messey-sur-Grosne und 496 Meter in Sainte-Hélène.

## Gemeinden
Der Kanton bestand aus 27 Gemeinden:
| Gemeinde                 | Einwohner Jahr | Fläche km² | Bevölkerungsdichte | Code INSEE | Postleitzahl |
| ------------------------ | -------------- | ---------- | ------------------ | ---------- | ------------ |
| Bissey-sous-Cruchaud     | 340 (2013)     | –          | – Einw./km²        | 71034      | 71390        |
| Bissy-sur-Fley           | 96 (2013)      | –          | – Einw./km²        | 71037      | 71460        |
| Buxy                     | 2.172 (2013)   | –          | – Einw./km²        | 71070      | 71390        |
| Cersot                   | 130 (2013)     | –          | – Einw./km²        | 71072      | 71390        |
| Chenôves                 | 206 (2013)     | –          | – Einw./km²        | 71124      | 71390        |
| Culles-les-Roches        | 201 (2013)     | –          | – Einw./km²        | 71159      | 71460        |
| Fley                     | 230 (2013)     | –          | – Einw./km²        | 71201      | 71390        |
| Germagny                 | 210 (2013)     | –          | – Einw./km²        | 71216      | 71460        |
| Jully-lès-Buxy           | 351 (2013)     | –          | – Einw./km²        | 71247      | 71390        |
| Marcilly-lès-Buxy        | 680 (2013)     | –          | – Einw./km²        | 71277      | 71390        |
| Messey-sur-Grosne        | 736 (2013)     | –          | – Einw./km²        | 71296      | 71390        |
| Montagny-lès-Buxy        | 222 (2013)     | –          | – Einw./km²        | 71302      | 71390        |
| Moroges                  | 572 (2013)     | –          | – Einw./km²        | 71324      | 71390        |
| Saint-Boil               | 476 (2013)     | –          | – Einw./km²        | 71392      | 71390        |
| Saint-Germain-lès-Buxy   | 291 (2013)     | –          | – Einw./km²        | 71422      | 71390        |
| Sainte-Hélène            | 479 (2013)     | –          | – Einw./km²        | 71426      | 71390        |
| Saint-Martin-d’Auxy      | 95 (2013)      | –          | – Einw./km²        | 71449      | 71390        |
| Saint-Martin-du-Tartre   | 149 (2013)     | –          | – Einw./km²        | 71455      | 71390        |
| Saint-Maurice-des-Champs | 62 (2013)      | –          | – Einw./km²        | 71461      | 71460        |
| Saint-Privé              | 67 (2013)      | –          | – Einw./km²        | 71471      | 71390        |
| Saint-Vallerin           | 271 (2013)     | –          | – Einw./km²        | 71485      | 71390        |
| Santilly                 | 143 (2013)     | –          | – Einw./km²        | 71498      | 71460        |
| Sassangy                 | 161 (2013)     | –          | – Einw./km²        | 71501      | 71390        |
| Saules                   | 124 (2013)     | –          | – Einw./km²        | 71503      | 71390        |
| Savianges                | 78 (2013)      | –          | – Einw./km²        | 71505      | 71460        |
| Sercy                    | 99 (2013)      | –          | – Einw./km²        | 71515      | 71460        |
| Villeneuve-en-Montagne   | 154 (2013)     | –          | – Einw./km²        | 71579      | 71390        |

## Bevölkerungsentwicklung
| 1962 | 1968 | 1975 | 1982 | 1990 | 1999 | 2006 |
| ---- | ---- | ---- | ---- | ---- | ---- | ---- |
| 6237 | 6651 | 6293 | 6746 | 7234 | 7874 | 8490 |